# Соджі
Соджі (нар.? — 3 лютого 1864) — 16-й ахосу (володар) Аджаче в 1848—1864 роках. Визнав французький протекторат.

## Життєпис
Походив з династії Агасуві. Про батьків обмаль відомостей. Столиця держави остаточно закріпилися в Хогбону. У вересні 1848 року посів трон після смерті Медзі (або Мейі). Також отримав плем'яний титул да (на кшталт верховного вождя).
Намагався зберегти доходи від работоргівлі. Водночас відчував тиск Великої Британії, що почала активно боротися з торгівлею рабами. У цій ситуації маневрував між Францією та Великою Британією. Завдяки тісним зв'язкам з бразильськими работоргівцями деякий час активно продавав рабів. Водночас значну увагу приділяв виробництву та експорту пальмової олії. Наказав засадити пальмами нові гаї.
1851 року підписав угоду з Францією щодо торгівлі пальмовою олією. Водночас значну загрозу все ще становила Дагомея. Після низки поразок мусив визнати її зверхність.
Разом з тим британці активно стали втручатися у справи Аджаче під приводом боротьби з работоргівлею. 23 квітня 1861 року вони розбомбили Хонгбону. Це викликало занепокоєння французького уряду. 25 лютого 1863 року Соджі уклав угоду щодо визнання французького протекторату, надання торговельній монополії та заснування у Хогбону католицької місії.
Помер 1864 року. Трон спадкував Мікпон, що скасував домовленості Соджі. Син останнього Тофа мусив тікати з держави.